# Кудельно-Ключевской сельсовет
Кудельно-Ключевской сельсовет — сельское поселение в Тогучинском районе Новосибирской области Российской Федерации.
Административный центр — село Кудельный Ключ.

## История
Статус и границы сельского поселения установлены Законом Новосибирской области от 2 июня 2004 года № 200-ОЗ «О статусе и границах муниципальных образований Новосибирской области»

## Население
| 2002  | 2010  | 2012  | 2013  | 2014  | 2015  | 2016  |
| ----- | ----- | ----- | ----- | ----- | ----- | ----- |
| 1319  | ↘1083 | ↘1053 | ↗1056 | ↗1062 | ↘1047 | ↘1034 |
| 2017  | 2018  | 2019  | 2020  | 2021  |       |       |
| ↘1025 | ↘1018 | ↘1005 | ↘990  | ↘984  |       |       |

## Состав сельского поселения
| № | Населённый пункт | Тип населённого пункта       | Население |
| - | ---------------- | ---------------------------- | --------- |
| 1 | Боровлянка       | деревня                      | ↘254      |
| 2 | Зверобойка       | посёлок                      | ↘68       |
| 3 | Кудельный Ключ   | село, административный центр | ↘544      |
| 4 | Прямушка         | посёлок                      | ↘47       |
| 5 | Шубкино          | село                         | ↘170      |